# Schmelzerstraße 19

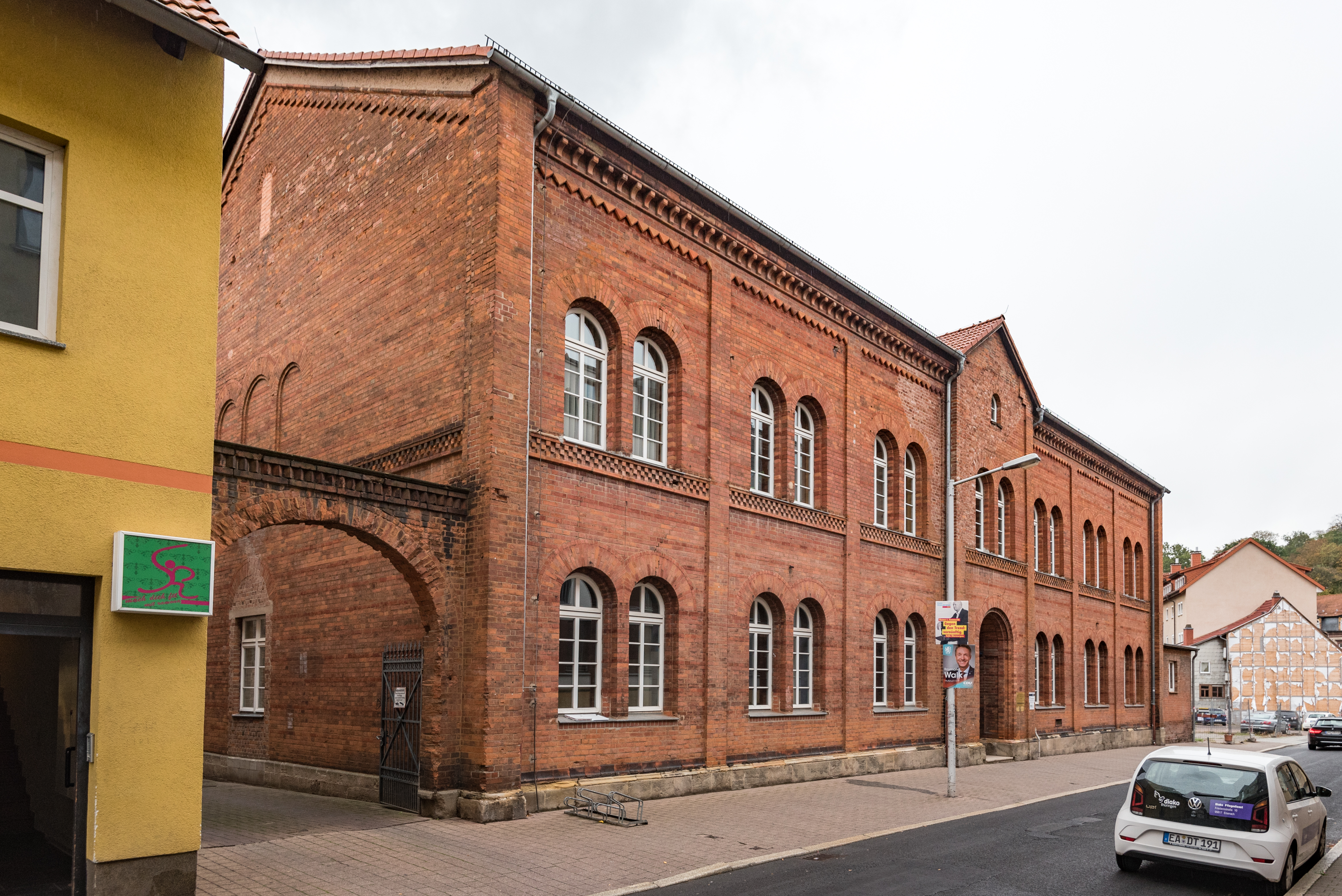
Die Schmelzerstraße 19

Die Schmelzerstraße 19 ist ein denkmalgeschütztes früheres Schulgebäude in Eisenach in Thüringen.

## Geschichte
Das Schulgebäude in der Eisenacher Schmelzerstraße 19 wurde 1861/62 als Backsteinbau für das 1843 gegründete Eisenacher Realgymnasium errichtet, die es im Frühjahr 1862 bezog. Die zwischenzeitlich in Ernst-Abbe-Gymnasium umbenannte Bildungseinrichtung nutzte das Gebäude bis 1922, als sie in ihr heutiges Domizil in der Wartburgallee umzog. Das Bauwerk in der Schmelzerstraße wurde nachfolgend von der Deutschen Aufbauschule genutzt, die bis 1947 Bestand hatte. Ihr folgte die Kaufmännische Berufs- und Wirtschaftsschule des Kreises Eisenach. 1992 wurde das Gebäude umfassend saniert.
1997 wurde das Gebäude als Standort der Berufsakademie Eisenach erwogen, die dann aber die Carl-Alexander-Schule am Wartenberg im Norden der Stadt bezog. Die Berufsschule zog 2000 aus, und das Gebäude wurde sechs Jahre lang von der Medizinischen Fachschule genutzt. 2006 wurde das Gebäude Sitz der Volkshochschule der Stadt Eisenach.